# Mai 2014
Mai 2014 est le 5e mois de l'année 2014.

## Évènements
- Poursuite de la guerre du Donbass en Ukraine.
- 2 mai : incendie de la Maison des syndicats d'Odessa (Ukraine).
- 4 mai : élections générales au Panama, Juan Carlos Varela est élu président.
- 5 mai : démission d'Alenka Bratušek, présidente du gouvernement slovène.
- 7 mai :
  - élections générales en Afrique du Sud remportées par le Congrès national africain ;
  - Reconnue coupable d’abus de pouvoir, la Première ministre thaïlandaise Yingluck Shinawatra est destituée par la Cour constitutionnelle.
- 9 mai : fin du siège de Homs en Syrie, l'armée syrienne entre dans la ville.
- 10 mai : finale du 59e concours Eurovision de la chanson au Danemark, avec la victoire de Conchita Wurst, qui entraîne une polémique en Europe.
- 11 mai : référendums d'autodétermination dans l'est de l'Ukraine, non reconnus par le gouvernement.
- 11 et 25 mai : élection présidentielle en Lituanie, Dalia Grybauskaitė est réélue.
- 13 mai : accident minier de Soma en Turquie faisait 301 victimes.
- 16 mai :
  - Le Bharatiya Janata Party remporte les élections législatives indiennes ;
  - Début de la guerre civile libyenne.
- 17 mai :
  - L'écrasement d'un avion fait 5 morts au Laos, dont le ministre de la Défense Douangchay Phichit[1] ;
  - deuxième bataille de Kidal au Mali.
- 20 mai : attentat de Jos au Nigeria.
- 21 mai : troisième bataille de Kidal au Mali.
- 22 mai :
  - attentat à Ürümqi en Chine faisait 43 morts et 90 blessés ;
  - coup d'État militaire en Thaïlande[2].
- 22 au 25 mai : élections parlementaires de l'Union européenne.
- 24 mai : une fusillade au Musée juif de Belgique à Bruxelles fait quatre morts.
- 25 mai :
  - élections législatives et régionales en Belgique ;
  - élection présidentielle en Colombie (premier tour) ;
  - élection présidentielle en Ukraine, Petro Porochenko est élu.
- 25 mai au 8 juin : 113e édition des internationaux de France de tennis à Paris, France.
- 26 au 28 mai : élection présidentielle égyptienne, Abdel Fattah al-Sissi est élu.
- 29 mai : signature du traité instituant l'Union eurasiatique.

## Sources
1. ↑  LeMonde.fr, 17 mai 2014
2. ↑  LeMonde.fr, 22 mai 2014